# 尼崎市小田南公園軟式野球場
尼崎市小田南公園軟式野球場（あまがさきしおだみなみこうえんなんしきやきゅうじょう）は、兵庫県尼崎市の小田南公園内にある軟式野球場。2025年には公園の東側（ゼロカーボンベースボールパーク）に「小田南公園軟式野球場」をリニューアルオープンした。
ここでは軟式野球場とリニューアル後の小田南公園軟式野球場に関して記載する。旧公園と阪神タイガースが2025年3月に開業した二軍の本拠地球場については「ゼロカーボンベースボールパーク」「日鉄鋼板SGLスタジアム尼崎」を参照。

## 軟式野球場
1983年10月8日に竣工。公園の中心に位置していて、観客を収容するスペースやナイター照明設備を内外野に擁している。
球場の使用には予約が必要で、原則として使途を軟式野球に限定。小学生による野球の練習で使用する場合には、シートノックまで硬式球の使用を認めている。
大物駅（阪神本線と阪神なんば線の共用駅）や国道2号に近く、場内に60台分の市営駐車場を設けていることから、休場日（12月29日 - 1月3日）以外の期間には曜日を問わず草野球などの予約でほぼ埋まっている。

### データ
- グラウンド面積：-m2
- 内野：黒土 外野：天然芝
- 両翼：90m 中堅：110m[3]
- 収容人員：不明
- 照明：4基[3]
- スコアボード：不明

## 小田南公園軟式野球場
ゼロカーボンベースボールパーク（旧小田南公園）の東側に新設する野球場。
- 設計者：久米設計、建設者：熊谷組
- 管理：阪神電気鉄道
- 鉄筋コンクリート造[6]・地上2階。
- 収容客席数：50席
- 内野：黒土、外野：天然芝
- 両翼：90m、中堅：93m
- 照明：LED 4基

## 交通アクセス
- 阪神本線・阪神なんば線「大物」駅から徒歩約5分[7]。